# On Valentine's Day
Pour plus de détails, voir Fiche technique et Distribution.
On Valentine's Day est un film américain, sorti en 1986.

## Fiche technique
- Titre : On Valentine's Day
- Réalisation : Ken Harrison
- Scénario : Horton Foote
- Photographie : George Tirl
- Montage : Nancy Baker
- Musique : Jonathan Sheffer
- Pays d'origine : États-Unis
- Format : Couleurs
- Genre : drame
- Durée : 106 minutes
- Date de sortie : 1986

## Distribution
- William Converse-Roberts : Horace Robedaux
- Hallie Foote (en) : Elizabeth Robedaux
- Michael Higgins : Mr Vaughn
- Richard Jenkins : Bobby Pate
- Rochelle Oliver (en) : Mme Vaughn
- Matthew Broderick : frère Vaughn
- Jeanne McCarthy : Bessie
- Steven Hill : George Tyler
- Irma P. Hall : Tante Charity